# 신비한 바다의 나디아의 등장인물 목록
다음은 애니메이션 《신비한 바다의 나디아》의 등장인물 목록이다.

## 목록
장 로크 라르티그 (Jean Rocque Raltique)
성우 - 히다카 노리코/이미자(TV 시리즈)/강수진(극장판)
14세 (생일: 1875년 3월 28일). 프랑스인. 과학을 신봉하고 발명하기를 좋아하는 똑똑이 소년. 자신의 손으로 직접 만든 비행기로 나디아와의 약속을 지키기 위해 언제나 노력하는 천재 소년이다. 그러나 나디아와의 애정관계에서는 숙맥으로 나디아를 좋아하는 동시에 연상의 여인 일렉트라를 연모하는 시스터 컴플렉스를 가지고 있기도 하다. 기계를 잘 다루는 핸슨과 손발이 잘 맞아서 급속도로 크게 친해진다. 아버지는 배를 타는 선장이었는데, 이로 인해 고모에게 맡겨져 루브르에서 살고 있었다.  아버지를 찾겠다는 목적으로 고모부와 함께 비행기를 만든다. 아버지는 네오 아틀란티스의 상선 침몰 작전에 의해, 1889년 그가 선장으로 있던 엘리제 르아브르호가 격침당하고 사망한 것으로 알려졌다. 가고일에 의해 추락사하여 사망하였으나 나디아가 블루워터의 힘으로 다시 살아나게 된다. 최종화에서는 나디아와 결혼을 하여 가정을 이룬다. 네모 선장의 딸인 나디아와 결혼하는 바람에 결과적으로 네모 선장의 아기를 임신한 일렉트라가 장에게는 사실상 장모님이 되었다.
나디아 라 아르월 (Nadia La Arwall)
성우 - 타카모리 요시노/박소현(TV 시리즈)/강희선(극장판)
14살 (생일: 1875년 5월 31일). 신비한 보석 '블루 워터'의 소유자이며, 주인공인 아프리카계 소녀. 채식주의자이다. 여린 마음을 지녔지만 어린 시절 좋지 않은 과거들로 인해 기본적으로 남을 잘 믿지 못하고 의심하는 등 타인에 대한 경계가 심한 편이다. 마음의 상처를 쉽게 받아 이 때문에 쉽게 화를 내고 잘 토라지기도 해 주위를 곤란케 하기도 한다. 네모 선장과 관련이 깊으며 실제로 나디아는 네모 선장의 딸이다. 아틀란티스인으로써 운명에 좌절하여 자살을 하나 블루워터의 힘으로 인해 실패한다. 오빠는 네오 황제가 있다.
마리 앤 레벤브로이 (Marie en Löwenbräu)
성우 - 미즈타니 유코/이선호
4살 (생일: 1885년 4월 10일). 프랑스인. 네오 아틀란티스 군에 의해 부모를 잃은 소녀. 여느 또래의 소녀들과 다를바없는 천진난만함을 보여주는 동시에 나디아와 쟝의 연애문제에서는 어린아이가 하는 말이라고는 믿기지 않을만큼 거침없는 조언을 던지는 등의 조숙한 면모를 보이기도 한다. 어떠한 환경에 처해 있더라도 세상살이에 대한 아이들의 적응력은 뛰어나다는 단적인 예를 보여주는 인물이다. 훗날, 엄청난 나이차(23살 차이)를 극복하고 샌슨의 아내가 된다.
킹 (King)
성우는 사쿠라이 토시하루/우문희.
서커스 시절부터 나디아와 함께 지내던 수컷 백사자. 이후 마리와 단짝이 된다. 사자이지만 평소 사자라는 면모보다는 인간적인 면모를 보일 때가 많아 인간에 대해 깊이 성찰할 수 있게 해주는 캐릭터이다.

### 그랑디스 일당
그랑디스 그랑바 (Grandis Granva)
성우 - 타키자와 쿠미코/성유진
28세 (생일: 1861년 11월 3일). 이탈리아인. 이탈리아 귀족인 그랑디스 가문 출신. 든든한 심복인 핸슨, 샌슨과 함께 블루워터를 노리고 나디아를 쫓아다니며 못살게 굴었으나, 노티러스호에 구조된 이후 네모선장을 짝사랑하며 블루워터를 노리는 일은 그만두게 된다. 나디아와 화해를 하고나서는 어른이 되어가는 쟝과 나디아들에게 든든한 조언자로 변모하게 된다. 원래는 가녀린 성격이었지만 과거 자신의 첫사랑과의 결혼 실패(첫사랑이 사실은 사기꾼으로 사업 실패로 인해 거액의 빚을 지고 있었다. 그랑디스의 아버지는 그 남자의 공증인으로 등재되어 있었기에 그 남자의 빚을 모두 갚아주고 그랑디스에게 남은 건 어머니가 물러준 보석뿐이었다. 그때부터 보석에 대한 애착이 생겼다.)로 파산하게 되면서, 화끈하고 직선적인 성격의 여장부로서의 삶을 살아가게 된다. 최후까지 남는 나디아의 조력자가 된다.
샌슨 (Sanson)
성우 - 호리우치 켄유/권혁수
27살 (생일: 1862년 2월 22일). 이탈리아인. 그랑디스의 오른팔로, 그랑디스 일행의 괴력의 소유자. 원래는 그랑디스 가문의 운전기사였으나, 자신이 모시던 그랑디스의 가문이 사업 실패로 생긴 거액의 빚으로 파산하게 되자 그랑디스를 따르며 블루워터를 노려왔었다. 그러나 나디아 일행과 친해지게 된 후 그 중 마리를 끔찍히 아끼게 된다. 절친한 친구이자 라이벌 사이인 핸슨과 손발과 의견이 안 맞고 따로 놀아 자주 싸우기도 하지만, 그만큼 죽이 잘맞는 친구도 없다. 언제나 나디아 & 그랑디스 일행의 철없는 맏형같은 인물이지만 가끔씩 뼈있는 조언을 하기도 한다. '노티러스'가 위기에 빠졌을 때 특기인 사격술로 일행들을 위기에서 구해내기도 한다. 훗날, 마리 앤 레벤브로이와 결혼한다.
핸슨 (Hanson)
성우 - 사쿠라이 토시하루/황윤걸(TV 시리즈)/노민(극장판)
27살 (생일: 1862년 9월 30일). 이탈리아인. 그랑디스의 두뇌로, 그랑디스 일행의 트레이드 마크인 6륜 장갑차 '그라탱'의 제작자이며, 샌슨의 라이벌이기도 하다. 기계공학 및 과학분야에 당시에는 천재적이라고 할만큼의 상당히 뛰어난 실력을 보이기도 하지만, 사실은 성실한 노력가형이라고 볼 수 있다. 이후 친해진 쟝에게 이 분야에 대해서 조언을 해주기도 한다. 에레크트라를 짝사랑하는 순정파이기도 하다.

### 네오 아틀란티스
가고일 (Gargoyle) (네메시스 라 아르골 (Nemesis La Algol))
성우 - 키요카와 모토무/김강산
41살 (1848년 출생). 네오 아틀란티스 제국인. 네오 아틀란티스 제국을 실질적으로 이끄는 인물로서, 옛 타르테소스 왕국의 재상이기도 하였다. 고대 아틀란티스의 질서를 회복하기 위해, 왕비암살로 시작되는 쿠데타를 획책 타르테소스 왕국을 전복하고, 네오 아틀란티스 제국을 수립하면서, 구왕국의 왕자였던 네오를 새 제국의 황제로 옹립한다. 1877년 구 왕국의 왕이 바벨탑 자폭시켜, 네오 아틀란티스 제국을 폐허로 만들지만, 곧 대서양 베르데 제도의 마하르섬에 비밀기지를 만들고, 12년만에 인조 바벨탑을 건설했을 뿐 아니라, 가피시로 대표되는 강력한 해군력, 공중전함으로 집약되는 고대 아틀란티스 과학의 재현 등을 이룩한다. 개인적으로 네모선장의 친구임.
네오황제 (Emperor Neo) (비너시스 라 아르윌 (Benusis La Arwall))
성우 - 시오자와 카네토/김관철
17살 (1872년 출생). 네오 아틀란티스 제국인. 네모선장의 아들이자 나디아의 오빠, 바벨탑이 무너질 때 사망한 것으로 알려졌으나, 가고일이 과학의 힘을 이용해 인조인간으로 되살려 놓음. 그래서 인조인간이 된 네오황제는 가고일의 명령대로 움직이는 꼭두각시 같은 존재가 된다. 나중에 나디아와 재회를 하게 되면서 인조인간임에도 불구하고 기계를 초월하는 인간의 의지를 보여주며 가고일의 명령을 거부하게 되고 그로 인해 자신의 소멸을 대가로 나디아를 위기에서 구해준다. 네오는 바벨탑 자폭 계획에 대해 알고 있었고, 그래서 사전에 미리 나디아를 피신시킨 것으로 여겨진다.

### 노티러스 승무원
네모 선장 (Captain Nemo) (에르시스 라 아르윌 (Eleusis La Arwall))
성우 - 오오츠카 아키오/이우신
46살 (생일: 1843년 10월 28일). 노티러스호의 선장. 라틴어로 '아무도 아닌 자'라는 뜻의 네모라는 이름을 쓰는 카리스마의 소유자로서 자신이 함장으로 불리는 것을 싫어한다. 옛 타르테소스 왕국 시절에는 왕이었으며 당시에 가고일은 휘하의 재상이었다. 하지만 가고일의 쿠데타 이후 서로 적이 되어 전쟁을 시작하게 된다. 가고일이 바벨탑을 사용하려 하자, 제어장치인 블루워터를 분리함으로써 자폭시킨다. 이로 인해 타르테소스 왕국은 폐허로 변하게 된다. 나디아와 직접적인 관계가 있는 인물로 실제로는 나디아의 친아버지이다. 《해저 2만리》에 나오는 인물이다.
일렉트라 (Electra)
성우 - 이노우에 키쿠코/홍승옥
24살 (1865년 출생). 옛 타르테소스 왕국 유민. 노틸러스호의 부선장. 네모선장을 흠모하며, 쟝일행에게도 도움과 조언을 아끼지 않는 인물이다. 무의식적으로 자신을 잘 따르는 쟝을 자신의 남동생처럼 느끼고 남다른 애증을 가지고 대하게 된다. 이것은 바벨탑 자폭시, 자신의 남동생이 죽은 것과 연관이 있다. 그리고 훗날, 네모 선장의 아기를 임신하게 되어, 결과적으로는 나디아의 의붓 어머니가 된다. 에레크트라는 일본어식 발음이므로 일렉트라가 정확한 이름이다.
에코 뷔랑 (Eiko Villan)
성우 - 마츠모토 야스노리/권혁수
23살 (1866년 출생). 프랑스인. 장의 아버지의 배에 탑승했던 선원, 가히쉬에 의해 배가 침몰당하고, 노티러스호에 의해 구조되었다. 이후 노티러스호에서 음파탐지를 맡게 된다.
페이트 (Fait)
성우 - 세키 토시히코/김영훈
국적불명. 네오 아틀란티스 제국의 가피시 자폭 작전과 미연합함대의 공격으로 인해 노티러스호의 기관실에서 유독가스가 발생했을 때, 네모선장은 기관실 폐쇄를 명령한다. 이 때 페이트는 기관실에서 빠져 나오지 못하고 죽음을 맞이한다.

### 그외 인물
에어튼 (Ayerton)
성우 - 츠지타니 코우지/박영화
영국인. 첫 등장에서 해양학자라고 주장하나 작중에 워낙 많은 직업군으로 자신을 소개하기 때문에 진실은 알 수 없다. 다소 허풍선이의 면모가 있어서 그가 하는 말중에 진실이 무엇인지 모호하다. 스스로 영국 귀족이라 주장하지만 그 역시 신빙성이 없어보인다.(그러나 마지막회에서 진짜 귀족임이 드러난다.) 모든 생물을 "맛있다"와 "맛없다"로 구분하며 세상의 즐거움을 먹는 것, 입는 것, 노는 것의 세가지로 구분한다. 이처럼 대부분 세상의 모든 이치를 두가지로 나누는 습성이 있다. 그리고, 에어튼은 작품상 기록자인 듯 하다. 실제로 나디아와 함께 타르테소스를 돌아다닐 때, 에어튼은 열심히 본 것을 메모로 적어 기록하고 있었다.
메이빌 (Mayville)
성우 - 오오미야 테이지/이우신
미국인. 미함대의 함장. 상선침몰을 조사하고 바다괴물을 퇴치하기 위한 작전에 나선다. 르아브르의 가까운 바다에서 노틸러스에 쫓기던 가피시에게 어뢰 공격을 당했으나, 이후 바다괴물 잠수함(노티러스호)을 격침 가까운 상태로까지 몰아붙이게 된다.
이리온 (Irion)
2만살. 남극기지 서식. 네모 선장의 오래된 친구. 이리온은 장과 나디아를 블루워터의 후계자들이라고 부르고 있으며, 블루워터를 통해 나디아와 직접 이야기를 하면서 인간에 대한 자신의 생각을 전달하고, 또한 나디아의 아버지와 오빠에 대한 힌트를 준다. 모비딕을 모티브로 한 것 같은데 정작 생긴 건 흰긴수염고래.
라울르 로크 랄티그 (Raul Rocque Raltique)
프랑스인. 장의 아버지. 네오 아틀란티스의 상선 침몰 작전에 의해, 1889년 그가 선장으로 있던 엘리제 르아브르호가 격침당하고, 이때 실종되었다. 에코의 증언에 따르면 에코가 유일한 생존자이므로, 랄티그 선장은 사망한 것으로 여겨진다.
고모
장의 아버지의 여동생. 장기간 항해를 나가는 오빠의 아들인 장을 길러 주었다. 오빠의 실종으로 더 이상 돈을 부쳐주지 못하면서 경제적인 어려움에 처한 것으로 생각된다.
고모부
고모의 남편. 장과 같이 발명을 하면서 아내의 구박을 받고 있다.
소피아 록헤르트 (Sophia Rockheld)
성우 - 카도와키 마이
미국인. PS2판 Inherit the Bluewater의 인물.
1. ↑  장의 아버지의 실종은 1889년 하반기로 추측되는데, 몇 개월만에 비행기를 완성했거나, 아니면 원래부터 비행기를 만들었었는데 아버지를 찾겠다는 목적이 아버지 실종 이후 추가된 것으로 생각된다.
2. ↑  나디아는 이후 일본 애니메이션에 등장하는 츤데레의 뿌리가 되었다.
3. ↑  2016년 5월 17일로 사망 (51세).
4. ↑  2022년 6월 11일로 사망 (69세).
5. ↑  2022년 8월 17일로 사망 (87세).
6. ↑  하지만, 왕과 재상이 체스를 두다가 재상이 질 것 같아서 쿠데타를 일으켰고, 그 뒤로도 서로 이겼다고 주장하는 관계...
7. ↑  2000년 5월 10일로 사망 (46세).
8. ↑  당연한 것이, 한 때는 일국의 국왕이었던 사람이 네모 선장인데 국왕에게 장군, 제독, 함장 같은 군인 호칭으로 부르는 것은 대단히 무례한 행동이다.
9. ↑  노티러스호의 승무원인 기관장과 과학부장이 네모선장과 함께 일렉트라를 바벨탑 자폭 후 일주일만에 일렉트라를 발견하게 된다.
10. ↑  2018년 10월 17일로 사망 (56세).
11. ↑  1994년 12월 23일로 사망 (66세).
12. ↑  미국은 이미 네오 아틀란티스라는 비밀조직에 대해 알고 있었던 듯 하다.
13. ↑  하지만 노티러스호와 네오 아틀란티스를 구분할 수 있을 정도로 파악한 것은 아닌 듯 하다.